# Dyslexie
Dyslexie je specifická porucha učení, která se vyznačuje sníženou schopností přesného a rychlého učení. Dyslexie je buď vrozená nebo získaná poškozením mozku. Jde o nejčastější formu specifické vývojové poruchy učení. Dyslektik je výrazně ohrožen znesnadněním přístupu k tradičním vzdělávacím podnětům.
Slovo dyslexie je odvozeno z řeckého „lexis“, což znamená slovní vyjadřování, řeč, jazyk, a předpony „dys-“, která naznačuje, že něco je nedokonalé, porušené, nepatřičné. Termín poprvé použil v roce 1887 německý oftalmolog dr. Rudolf Berlin. Dle MKN-10 je řazena do diagnostické skupiny Porucha čtení specifická.

## Příčiny
Dyslexie je podmíněna poruchami v základních poznávacích schopnostech, přičemž jejich příčinou je nejčastěji dědičnost. Rodiče dyslektici mají 50% pravděpodobnost, že jejich dítě bude trpět stejnými obtížemi. Dále může být porucha způsobena změnami ve stavbě a funkci centrální nervové soustavy, které často vznikají v období těhotenství nebo kolem porodu, nedostatečným rozvojem některých psychických funkcí. U některých jedinců lze poruchu odstranit, u jiných přetrvává v určité podobě až do dospělosti.
Problém pravděpodobně spočívá v nedostatečné souhře a spolupráci obou mozkových hemisfér. K tomu, aby dítě v počátcích výuky úspěšně zvládalo čtení, je třeba nikoli vyhraněné funkční dominance jedné mozkové hemisféry nad druhou, ale naopak jejich dobré spolupráce.[zdroj?] Dokud dítě písmena dobře nezná a jejich sestavy pouze „luští“, zaměstnává především hemisféru pravou. Jakmile začne spojovat tvary písmen se zvuky a zvláště když je pak naplňuje věcným obsahem, tj. když čte významy vnímaných slov, nutně vstupuje do hry hemisféra levá a přebírá vedoucí roli.
Nejnovější výzkumy ukazují, že mezi skutečné příčiny řadíme odchylky v pohybovém vývoji dítěte, raná traumata, přetrvávající primární reflexy, unilaterální fungování mozku a oslabení prefrontálního kortexu. Svou roli sehrávají i problémy v senzorické integraci a vizuální stres
Specifické poruchy čtení mohou být různého stupně a různé závažnosti – mohou být relativně lehké, těžší a velmi těžké. Možno předpokládat, že výskyt dyslexií těžkého stupně se v jednotlivých zemích nebude mnoho lišit, neboť mozková poškození či mozkové dysfunkce, které jsou jejich podkladem, mají v populaci víceméně rovnoměrné rozložení. Naproti tomu výskyt poruch lehčích je zřejmě variabilnější, neboť kromě onoho společného neurofyziologického základu je daleko více závislý na dalších psychologických a sociokulturních činitelích, které v daném případě k onomu základu přistupují. Je to především struktura toho kterého jazyka, jeho gramatika a jeho pravopis, dále metoda školní výuky čtení a pravopisu, kulturní úroveň rodiny, dvojjazyčnost či vícejazyčnost rodinného prostředí, hodnota školního vzdělání v dané společnosti, prestiž rodiny a konečně i úroveň diagnostiky a nápravné péče.

## Historie
Zmínky se objevují od poloviny 19. stol, tehdy je označována jako slovní slepota. Rozhodující význam pro výzkum, diagnostiku i nápravu specifických poruch čtení měl však až americký dětský psychiatr Samuel Torrey Orton (1879–1948), jehož jméno nese také největší a nejvýznamnější organizace zabývající se dyslexiemi, tj. Ortonova dyslektická společnost se sídlem v USA.

## Četnost výskytu
Čísla uváděná v dobře dokumentovaných studiích zpravidla nepřesahují 10 %, přičemž v zemích s foneticky důsledným pravopisem zůstávají pod hranicí 4 %. V České republice se střízlivé odhady pohybují od 1 do 2 % dětí, které trpí vážnými obtížemi ve čtení, tj. takovými, které by samy bez odborné, cílevědomé pomoci velmi pravděpodobně nepřekonaly. V literatuře se shodně uvádí vyšší výskyt dyslexií u chlapců než u dívek, a to v poměru 4–10:1 v neprospěch chlapců.

## Diagnostika
První příznaky dyslexie mohou být různé: dítě začíná pozdě mluvit, obtížně se vyjadřuje, má malou slovní zásobu, nedokáže vytleskat slovo po slabikách. Nic z toho ovšem ještě nutně neznamená, že bude opravdu dyslektické. V těchto případech může jít o vývojové opoždění, které se srovná za pár měsíců. O dyslexii by se mělo začít mluvit tehdy, jestliže má dítě problém rozeznat písmena nebo zná abecedu, ale nedokáže písmena poskládat do slabik a slov. Později může mít potíže se čtením, nerozezná množství nebo vidí čísla zrcadlově (např. 82 místo 28).
Při diagnostice se přihlíží především k tomu, jak dítě čte a jde-li skutečně o „neschopnost“, a ne snad o následky smyslových vad, nemocí či jakýchkoli vnějších okolností, zda se dítěti dostává „běžného výukového vedení“, má-li přiměřenou inteligenci a poskytuje-li mu jeho sociokulturní prostředí dost příležitostí ke vzdělávání.
Jasná kritéria pro přidělení diagnózy ovšem neexistují (dyslektikem je ten, o kom to poradenský psycholog prohlásí). V praxi se osvědčuje postup, který má zhruba tři fáze:
1. předně je třeba zjistit, zda v konkrétním případě vyšetřovaného dítěte jde skutečně o specifickou vývojovou poruchu čtení, což znamená odlišit ji od nepravých dyslexií;
2. jde-li o dyslexii, je třeba provést podrobný rozbor případu a zjistit, jakého je původu, jaký je její obraz v daném případě a jaký je stupeň její závažnosti
3. jde-li o dyslexii a máme-li již představu o tom, co požaduje předchozí bod 2, je nutno zjistit všechny okolnosti, které mají význam pro příští nápravnou či terapeutickou péči o dané dítě. V případě poruch učení je totiž podrobná a odpovědně prováděná diagnostika nezbytným a rozhodujícím východiskem každé další pomocné snahy, která se jinak bud’ zcela míjí účinkem, nebo se provádí příliš zdlouhavě a neefektivně.

## Vzdělávání
Podstatné je, že tato porucha žádným způsobem neovlivňuje intelekt. Vzdělávání žáků a studentů s dyslexií probíhá podle Směrnice k integraci jedinců se specifickými vzdělávacími potřebami a podle Metodického pokynu pro práci s jedinci s poruchami učení a chování. Cílem je taková úprava vzdělávání, aby dítě netrpělo svým handicapem. Mezi nejčastější kroky patří částečná redukce učiva, poskytnutí delšího času na vypracování úkolů, používání speciálních pomůcek (např. počítač) a především hledání jiných cest vzdělávání, které nejsou ovlivněny poruchou. Důležité je dítěti poskytnout bezpečné prostředí, zajistit dostatek pohybu, učit se se zapojením více smyslů (zrak, sluch, hmat, pohyb), nehodnotit známkou a dávat pozitivní zpětnou vazbu. Zvážit učení pravou mozkovou hemisférou s využitím příběhů a dramatizace. Vhodné je změnit styl písma na comenia script. Vhodná je tzv. gradovaná výuka a trpělivé vedení pedagogem.
Vedle dyslexie řadíme mezi specifické poruchy učení také dysortografii, dysgrafii, dyskalkulii a dyspraxii.

## Nejčastější chyby
- vypouštění písmen
- přidávání písmen
- absolutně nečitelná slova či písmena
- zaměňování písmen (klika – kilka)
- zaměňování akusticky podobných písmen (g – k, v – f)
- zrcadlové nebo obrácené psaní písmen (d = p, M = W)
- zaměňování slov za slova úplně jiná
- nesprávné psaní čísel

## Typické vadné projevy dyslektiků
- pomalejší čtení
- chybování ve čtení
- zhoršení mechanické paměti (například pro data, časové údaje, seznamy informací)
- někteří potřebují delší čas na zorganizování sebe i svého úkolu

## Metody nápravy
- zlepšení motoriky – inhibice přetrvávajících primárních reflexů formou cvičení (neuro-vývojová stimulace NVS[6] a pohybový vývoj dítěte v prvním roce života)[9]
- zlepšení vnímání vlastního těla – stimulace proprioreceptorů – cvičení[5]
- odstranění unilaterálního fungování mozku[10] (neschopnost dítěte překročit střední linii a dysfunkce svorového tělesa – corpus callosum) – cvičení
- trénink dílčí oslabení výkonu (DOV) – serialita, zrakové vnímání (postřehování a rozlišení sluchové figury na pozadí), sluchové vnímání, intermodalita, prostorová orientace
- trénink rovnováhy – stimulace vestibulárního ústrojí
- další formy reedukace pod vedením speciálního pedagoga

## Známí dyslektici
| Umělci - Keira Knightleyová - Orlando Bloom - Tom Cruise - John Lennon - Whoopi Goldbergová - Steven Spielberg - Cher - Ozzy Osbourne - Keanu Reeves - Wolfgang Amadeus Mozart - Pablo Picasso - Walt Disney - Leonardo da Vinci - Auguste Rodin - Gwen Stefani - Tom Holland | Vynálezci a vědci - Alexander Graham Bell - Thomas Alva Edison - Albert Einstein - Pierre Curie - Carol W. Greiderová - Archer John Porter Martin - Isaac Newton Spisovatelé - Agatha Christie - Hans Christian Andersen - Lewis Carroll - Jamie Oliver Ostatní - Ingvar Kamprad - Steve Jobs |